# Hartmut Schade
Hartmut Schade (ur. 13 listopada 1954 w Radebergu) – były niemiecki piłkarz występujący na pozycji pomocnika. Trener piłkarski, który w 1991 roku pomógł Drezno rozegrać pierwszy sezon Bundesligi.

## Kariera klubowa
Schade karierę rozpoczynał jako junior w klubie BSG Robotron Radeberg. W 1968 roku trafił do juniorskiej ekipy Dynama Drezno. W 1972 roku został włączony do jego pierwszej drużyny. W 1973 roku zdobył z klubem mistrzostwo NRD. W 1976 roku, 1977 roku oraz w 1978 roku ponownie wygrywał z zespołem mistrzostwo NRD. W 1977 roku, 1982 roku oraz w 1984 roku zdobył z Dynamem natomiast Puchar NRD. W 1984 roku zakończył karierę. W latach 1996-1998 Schade był trenerem Dynama Drezno.

## Kariera reprezentacyjna
W reprezentacji NRD Schade zadebiutował 12 października 1975 roku w wygranym 2:1 meczu eliminacji Mistrzostw Europy 1976 z Francją. 31 lipca 1976 roku wygranym 3:1 finałowym spotkaniu Letnich Igrzysk Olimpijskich z Polską strzelił pierwszego gola w drużynie narodowej. Po raz ostatni w kadrze zagrał 31 stycznia 1980 roku w wygranym 1:0 towarzyskim pojedynku z Hiszpanią. W latach 1975–1980 w drużynie narodowej rozegrał w sumie 31 spotkań i zdobył 5 bramek.